# ヴァシリコ・ユーリエヴィチ
ヴァシリコ・ユーリエヴィチ（ロシア語: Василько Юрьевич、? - 1161年以降）は、スーズダリ公ユーリー・ドルゴルーキーの子である。スーズダリ公：1149年 - 1151年、ポロシエ公：1155年 - 1161年。

## 生涯
父のユーリーが1149年にキエフ大公として承認されてから、1155年にスーズダリ公に戻るまでの間、ユーリーのナメストニクとしてスーズダリの統治を任されていた。1157年の父の死以降、1161年まで、ヴァシリコはポロシエ（キエフ南方の軍事的入植地帯）を保持していた。それはキエフ大公位を狙うイジャスラフとユーリー一族の闘争の最終局面において、ヴァシリコが黒頭巾族（ポロシエの遊牧民の総称）と共に闘争に参加していたことによる。
その後、兄弟のアンドレイ・ボゴリュブスキーによってビザンツ帝国へ送られ、ドナウ川流域にいくらかの領土を得た。ヴァシリコの死亡年、また家族に関しては不明である。